# Obligacja skarbowa

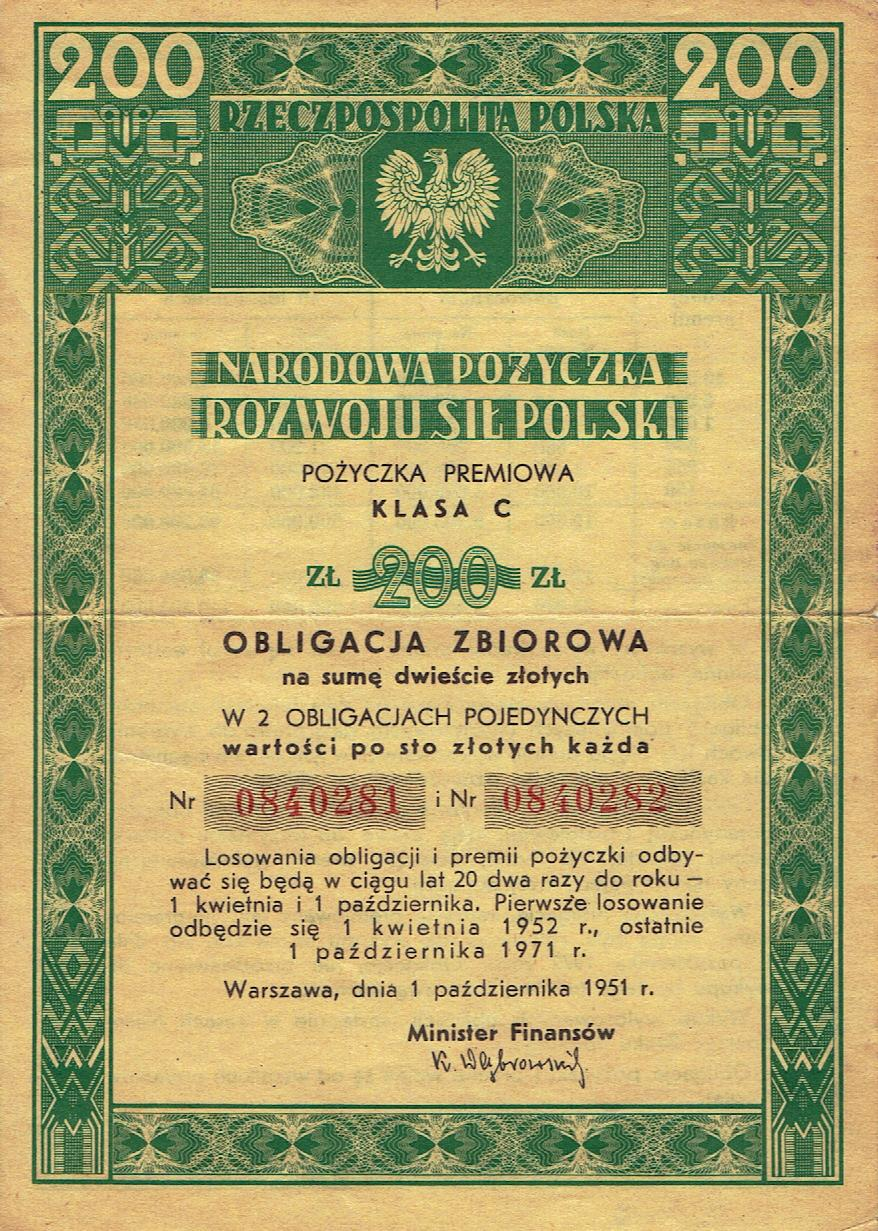
Obligacja z 1951

Obligacja skarbowa – dłużny papier wartościowy emitowany przez rząd. Obligacje skarbowe są jednym z podstawowych instrumentów dłużnych, które są przedmiotem obrotu na światowych rynkach finansowych. Obligacje skarbowe są papierami wartościowymi emitowanymi przez Ministra Finansów. Minister finansów pożycza od nabywcy obligacji określoną sumę pieniędzy i zobowiązuje się ją zwrócić wraz z należnymi odsetkami (wykupić obligacje) w określonym czasie. Za zobowiązania wynikające z tytułu emisji skarbowych papierów wartościowych Skarb Państwa odpowiada całym swoim majątkiem. Wspomniana odpowiedzialność ma formę odpowiedzialności finansowej, której skutki ujmuje się w ustawie budżetowej.
Przychody uzyskane ze sprzedaży obligacji są przeznaczone na finansowanie deficytu budżetu państwa.
Termin do zapadalności obligacji skarbowych jest dłuższy niż 1 rok. Emitowane przez Ministra Finansów papiery dłużne o zapadalności poniżej 1 roku noszą nazwę bonów skarbowych. Świadczenia wynikające z obligacji skarbowych mogą mieć charakter pieniężny (odsetki, dyskonto) lub niepieniężny (akcje spółki, której właścicielem jest Skarb Państwa).
Ze względu na kryterium zasad ustalania odsetek obligacje skarbowe możemy podzielić na:
- zerokuponowe (sprzedaż następuje z dyskontem, zaś w terminie wykupu posiadacz obligacji otrzymuje jej wartość nominalną),
- o stałej stopie procentowej (oprocentowanie jest stałe i znane posiadaczowi obligacji od momentu zawarcia kontraktu),
- o zmiennej stopie procentowej (zależne od stopy referencyjnej, która jest znana posiadaczowi obligacji na początku każdego okresu odsetkowego),
- indeksowane (szczególny przypadek obligacji o zmiennym oprocentowaniu, w którym oprocentowanie jest zależne od określonego wskaźnika, np. stopy inflacji).

## Bezpieczeństwo
W teorii obligacje skarbowe są jedną z najbardziej bezpiecznych lokat nadwyżek kapitału na rynku. Ale obligacje skarbowe nie zawsze są przystanią bezpieczeństwa. Problemów z wykupem obligacji skarbowych w ostatnich latach doświadczyli np. wierzyciele Argentyny w 2001 r. Co więcej, pozycja prawna państwa pozwala nawet na ustawowe pozbycie się problemu zadłużenia z tytułu obligacji, bez ogłaszania formalnego bankructwa. Rząd Argentyny umorzył obligacje mimo braku zgody wszystkich wierzycieli.

## Polskie obligacje skarbowe
Polskie obligacje skarbowe dzielą się na dwie grupy:
- obligacje detaliczne,
- obligacje hurtowe.

### Obligacje detaliczne
Obligacje detaliczne (oszczędnościowe) oferowane są przez Ministra Finansów głównie osobom fizycznym. Nabycie obligacji następuje w drodze transakcji zawartej przez telefon, przez internet lub w placówce PKO Banku Polskiego. Mogą one być przedmiotem obrotu na rynku wtórnym nieregulowanym na podstawie umowy sprzedaży lub darowizny. Nominał obligacji skarbowych detalicznych wynosi 100 zł albo 100 euro lub wielokrotność tej kwoty. Nabywcy obligacji detalicznych mogą posiadać prawo do przedterminowego wykupu dowolnej liczby obligacji przez emitenta (Ministra Finansów).
Najpopularniejsze obligacje detaliczne to obligacje 3-miesięczne, roczne, 2-, 3-, 4- i 10-letnie. Dla beneficjentów programu Rodzina 500 plus oferowane są także obligacje 6- oraz 12-letnie (Rodzinne Obligacje Skarbowe). Nieregularnie oferowane są także obligacje o nietypowych parametrach, np. 7-miesięczne lub 13-miesięczne o rosnącym oprocentowaniu (obligacje z serii KOS – krótkookresowa obligacja oszczędnościowa). Obligacje detaliczne mogą mieć oprocentowanie stałe lub zmienne – uzależnione od stopy inflacji czy stawek WIBOR.

### Obligacje hurtowe
Obligacje hurtowe dostępne są zarówno dla osób fizycznych, jak i osób prawnych oraz jednostek organizacyjnych nie posiadających osobowości prawnej. Rynek pierwotny ma formę przetargów organizowanych przez Narodowy Bank Polski, w których udział biorą tzw. dealerzy skarbowych papierów wartościowych wyłaniani przez Ministra Finansów w drodze konkursu. Obrót na rynku wtórnym może się odbywać w ramach bezpośrednich transakcji kupna-sprzedaży (tzw. rynek OTC – over the counter), na platformie elektronicznej TreasuryBondSpot Poland oraz w systemie obrotu instrumentami dłużnymi Catalyst na rynku giełdowym GPW (inwestorzy detaliczni), a także na hurtowym rynku regulowanym pozagiełdowym (organizowanym przez BondSpot).
Terminy zapadalności obligacji skarbowych hurtowych to 1 rok, 2 lata, 5 lat i 10 lat. Obligacje hurtowe mogą mieć oprocentowanie stałe lub zmienne, które zazwyczaj jest uzależnione od stawek WIBOR albo stopy inflacji.